# Veteran

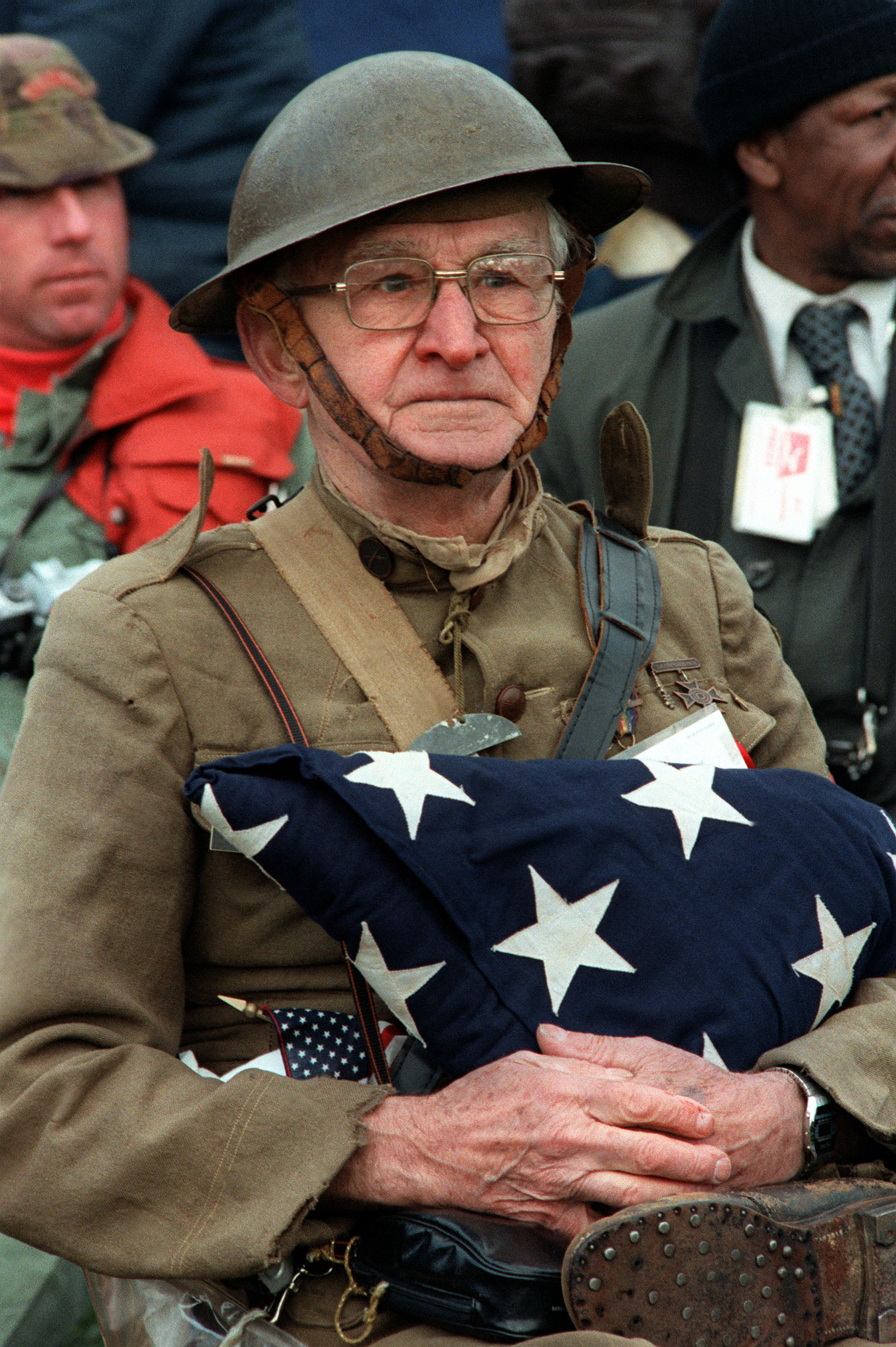
US-amerikanischer Veteran aus dem Ersten Weltkrieg am Veterans Day 1982

Veteran (von lateinisch veteranus „altgedienter Soldat“) ist eine Bezeichnung für einen altgedienten Soldaten. Bei ehemaligen Kriegsteilnehmern wird auch von Kriegsveteranen gesprochen. In Deutschland gilt jeder Soldat, der aktiven Dienst in der Bundeswehr leistet oder absolviert hat und ehrenhaft entlassen wurde, als Veteran.
Im weiteren Sinne ist Veteran eine Bezeichnung für jemanden, der sich beispielsweise in langer Dienstzeit bewährt hat. So spricht man umgangssprachlich etwa von Firmen- oder Vereinsveteranen.

## Geschichte

### Veteranen im Römischen Reich
Im Römischen Reich waren Veteranen die Soldaten, die ihre Dienstzeit von meistens 20 Jahren vollendet hatten und entlassen worden waren, oder aber auch noch beim Heer als sogenannte Evocati blieben. Die Kampfkraft von Caesars Veteranenlegionen, den Eisenmännern, war gefürchtet. Während in republikanischer Zeit im Kriegsfall ein Bürgerheer ausgehoben und nach Beendigung des Kriegszuges sofort wieder aufgelöst wurde, setzte sich seit dem 2./1. Jahrhundert v. Chr. nach und nach das Berufsheer durch (Heeresreform des Gaius Marius). Die für eine bestimmte Zeit verpflichteten Berufssoldaten erhielten nach der regulären Beendigung ihrer Dienstzeit Ackerland in den Provinzen sowie weitere Privilegien zugeteilt. Da die Versorgung der Veteranen durch die jeweiligen Feldherren garantiert wurde, betrachteten die Veteranen sich als zu seiner Klientel gehörig und bildeten damit einen Machtfaktor, der vor allem in den Bürgerkriegen Bedeutung hatte. In einigen Fällen wurden sie seit Pompeius in den Dienst als Evocatus zurückberufen, was als ein besonderes Privileg galt.

### Veteranen in der Moderne

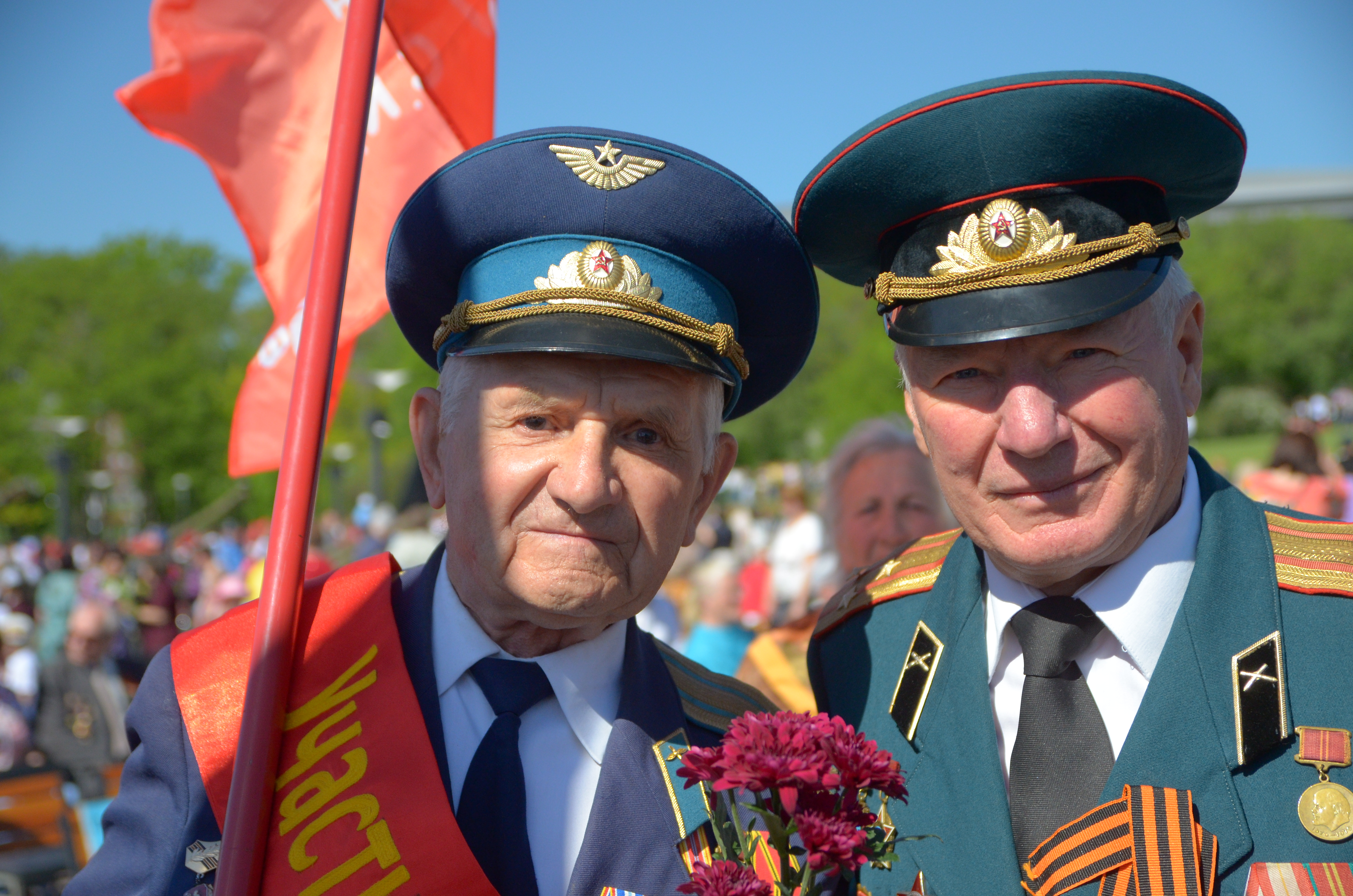
Veteranen der Roten Armee am Tag des Sieges 2013

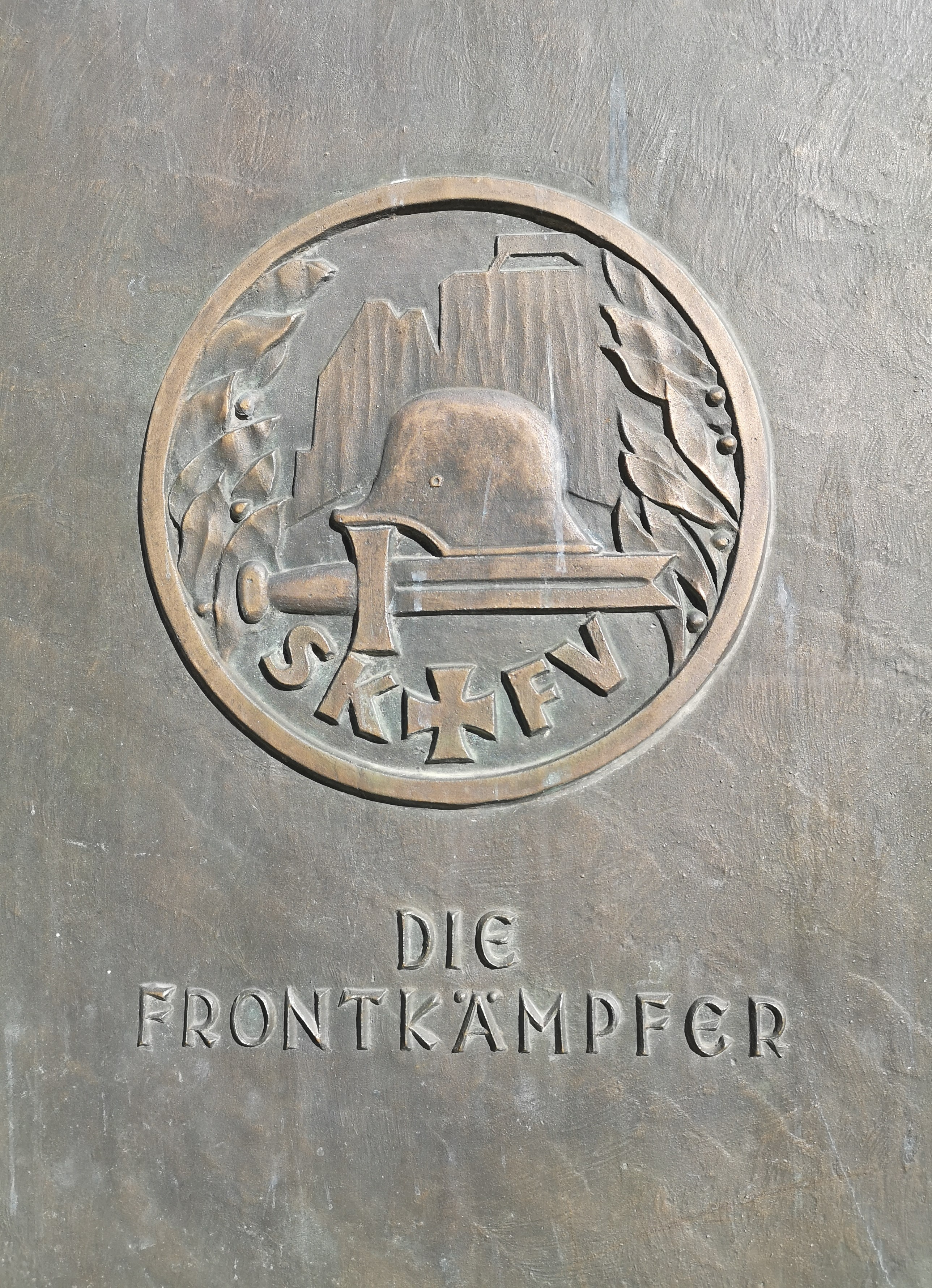
Emblem des Südtiroler Kriegsopfer- und Frontkämpfervereins (1955–2013)

Je nach Land ist der moderne Begriff des Veteranen enger oder weiter gefasst. In Norwegen und Dänemark gilt nur als Veteran, wer an einem Auslandseinsatz teilgenommen hat (skandinavisches Modell). In Großbritannien und den USA gilt jeder als Veteran, der in den Streitkräften gedient hat (angloamerikanisches Modell).
Das heutige Veteranenwesen, insbesondere viele traditionelle Kriegervereine bzw. Veteranenvereine in Deutschland, geht auf die Zeit des Deutsch-Französischen Krieges von 1870 zurück. Auch heute spricht man von Teilnehmern an einem der beiden Weltkriege des 20. Jahrhunderts von Kriegsveteranen, ebenso beim Vietnamkrieg. Zahlreiche Veteranenvereine kümmern sich um Kameradschaft und um Probleme, die durch die jeweilige Kriegsteilnahme entstanden. Auch politisch sind manche Vereine tätig. Viele Veteranen haben ein Kriegstrauma erlitten, die heute als Posttraumatische Belastungsstörung (PTBS) erkannt werden, aber auch andere physische und psychische Ursachen haben können. Bei Rückkehrern aus den beiden Weltkriegen traten verschiedene Varianten von Tremor auf, im Volksmund oft „das Zittern“ genannt. Unter Veteranen ist die Selbstmordrate höher als unter anderen Bevölkerungsgruppen. Dies zeigte sich zum Beispiel nach beiden Irakkriegen und bei Heimkehrern aus Afghanistan. Jeder zehnte britische Strafgefangene und vierte amerikanische Obdachlose ist Veteran.
- Als letzter überlebender deutscher Teilnehmer des Ersten Weltkrieges, der einer Einheit der Armee des Deutschen Reiches angehörte, gilt der Jurist Erich Kästner (nicht zu verwechseln mit dem gleichnamigen Schriftsteller), der im Januar 2008 im Alter von 107 Jahren starb.
- Lazare Ponticelli († 12. März 2008 in Le Kremlin-Bicêtre) war der letzte überlebende Veteran des Ersten Weltkriegs mit französischer Staatsbürgerschaft.
- Als letzter deutscher Veteran des Ersten Weltkrieges der k.u.k. Armee starb am 27. Mai 2008 der im Jahr 1900 in Südungarn (heute Rumänien) geborene Franz Künstler.
- Der letzte osmanische Veteran des Ersten Weltkrieges Yakup Satar starb am 2. April 2008 im Alter von 110 Jahren.
- Als letztes noch lebendes Mitglied der British Army des Ersten Weltkriegs (The last fighting Tommy) und zugleich als ältester lebender Mann in Europa starb am 25. Juli 2009 Harry Patch im Alter von 111 Jahren.
- Der letzte aus Kanada stammende Veteran des Ersten Weltkriegs war John Babcock; er starb am 19. Februar 2010.
- Als letzter US-Veteran des Ersten Weltkrieges starb am 27. Februar 2011 im Alter von 110 Jahren der Amerikaner Frank Buckles.[5]
- Der letzte Kombattant Claude Stanley Choules der Royal Navy und damit auch letzter männlicher Veteran des Ersten Weltkriegs starb am 5. Mai 2011 im Alter von 110 Jahren in Perth, Australien.[6]
- Die mutmaßlich letzte lebende Veteranin des Ersten Weltkriegs war Florence Green, die in einer Offiziersmesse der Royal Air Force als Stewardess arbeitete. Sie starb am 4. Februar 2012 im Alter von 110 Jahren.[7]

## Deutschland

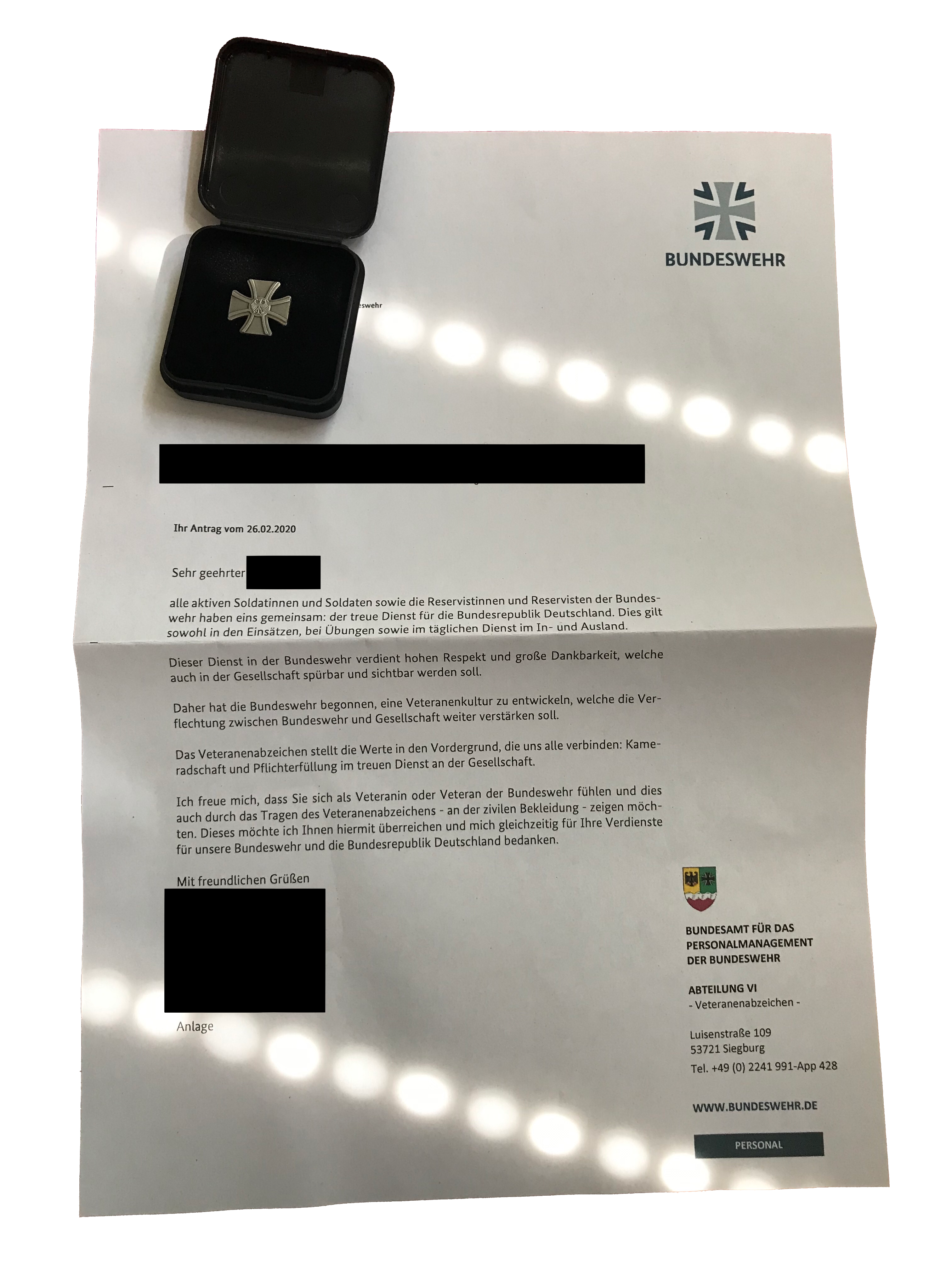
Anschreiben inklusive Veteranenabzeichen der Bundeswehr

In Deutschland gibt es bisher kein gesetzlich geregeltes Veteranenkonzept. Der Veteranenbegriff ist seit 2018 wie folgt definiert: „Veteranin oder Veteran der Bundeswehr ist, wer als Soldatin oder Soldat der Bundeswehr im aktiven Dienst steht oder aus diesem Dienstverhältnis ehrenhaft ausgeschieden ist, also den Dienstgrad nicht verloren hat.“ Gemäß dieser Festlegung gibt es rund 10 Millionen Veteranen (Stand: 2018). Vom Zusammenbruch des Warschauer Paktes an bis Ende 2023 befanden sich mehr als 500.000 Soldatinnen und Soldaten der Bundeswehr im Auslandseinsatz.

### Sozialleistungen
Veteranen haben Anspruch auf Familienbetreuung vor und während des Einsatzes, medizinische Behandlung nach dem Einsatz, finanzielle Entschädigung für erlittene Verwundungen sowie Bildungsmaßnahmen vor dem Ausscheiden aus der Bundeswehr.

### Gesellschaftliche Anerkennung
Für die gesellschaftliche Anerkennung von Veteranen setzen sich Interessenvertretungen wie der Bundeswehrverband, der Reservistenverband und der Bund Deutscher Einsatzveteranen ein. So hat beispielsweise der Deutsche BundeswehrVerband e. V. ein Papier herausgebracht, das Vorschläge für die Ausgestaltung des Veteranentages für verschiedene Akteure vorschlägt. Am 15. Juni 2019 wurde anlässlich des Tages der Bundeswehr auf dem Fliegerhorst Faßberg erstmals das Veteranenabzeichen verliehen. Nach einem jahrelangen Kampf, insbesondere von Einsatzveteranen aus Afghanistan, gab es ab etwa 2022 erhebliche Fortschritte in der offiziellen deutschen Veteranenpolitik. Anlässlich der ersten Verleihung des Veteranenabzeichens wurde durch den Bundestag am 25. April 2024 die Schaffung eines jährlichen Veteranentages am 15. Juni beschlossen.
In der Diskussion wurde CDU-seitig der 12. November bevorzugt, dem Vereidigungstag der ersten Rekruten der Bundesrepublik Deutschland in der Bonner Ermekeilkaserne im Jahr 1955. Andere Vorschläge sahen die Begehung in zeitlicher Nähe der Verkündung des Grundgesetzes (12. Mai) oder in einem zeitlichen Zusammenhang für die Sportmeisterschaften der Kriegsversehrten (Invictus Games) vor.
Am 17. Januar 2024 eröffnete die Bundeswehr das Veteranenbüro mit einer offiziellen Feierstunde.

## Frankreich
In Frankreich ist das Veteranenkonzept gesetzlich im Code des pensions militaires d’invalidité et des victimes de la guerre geregelt. Das französische Recht kennt nur den Begriff des ehemaligen Kämpfers. Es versteht darunter rund 3 Millionen Soldaten und Zivilisten (Stand: 2016), die zum Erhalt des Kombattantenausweises oder des Titels „Anerkennung der Nation“ jeweils verschiedene Anforderungen erfüllen müssen. Aus dem Kombattantenausweis leiten sich mehr Ansprüche ab als aus dem Titel „Anerkennung der Nation“.

### Sozialleistungen
Ehemalige Kämpfer mit Kombattantenausweis haben Anspruch auf Rentenzuschläge, Steuerabschläge, Zugang zu Dienstleistungen des Office national des anciens combattants et victimes de guerre und bei Tod das Recht, dass der Sarg bei der Trauerfeier mit der Nationalflagge bedeckt wird. Ehemalige Kämpfer mit dem Titel „Anerkennung der Nation“ haben Anspruch auf eine Lebenszusatzversicherung.

### Gesellschaftliche Anerkennung
Aktuell stellen der Generationenwechsel und die geringe Präsenz von Veteranen eine Herausforderung für die gesellschaftliche Anerkennung dar. Dem will die Regierung durch einfacheren Erhalt des Kombattantenausweises, höhere Unterstützung von Veteranenorganisationen und stärkere Würdigung von Veteranen (z. B. mit einem Ehrenmal) begegnen.

## Niederlande
In den Niederlanden ist das Veteranenkonzept gesetzlich im Veteranenwet und Veteranenbesluit geregelt. Der Veteranenbegriff ist wie folgt definiert: „Der Militär, der ehemalige Militär oder der ehemalige Wehrpflichtige […], der dem Königreich der Niederlande unter Kriegsumständen gedient hat und/oder an einer Mission zur Wahrung oder Förderung der internationalen Rechtsordnung teilgenommen hat, soweit diese Mission durch den Verteidigungsminister angeordnet war.“ Danach gibt es rund 115.000 Veteranen (Stand: 2016).

### Sozialleistungen
Veteranen haben Anspruch auf sozialmedizinische Begleitung, Hilfe bei der Arbeitsplatzsuche sowie Unterstützung bei der Organisation von bzw. Teilnahme an Veteranentreffen.

### Gesellschaftliche Anerkennung
Zur Stärkung der gesellschaftlichen Anerkennung ist das öffentliche und private Veteranenwesen verzahnt. Es gibt verschiedene Initiativen, die die Verdienste von Veteranen würdigen, wie die Feier des Veteranentags am letzten Samstag im Juni und die Verleihung von Veteranenabzeichen. Außerdem werden Stiftungen (Veteraneninstitut, Veteranentag, Veteranenplattform) und Veteranenheime gefördert.

## Vereinigtes Königreich
Im Vereinigten Königreich ist das Veteranenkonzept gesetzlich im Armed Forces Covenant und Armed Forces Act geregelt. Der Veteranenbegriff ist wie folgt definiert: „Ein Veteran ist jeder, der jemals in den Streitkräften Ihrer Majestät gedient hat, unabhängig von Alter oder Dienstdauer.“ Danach gibt es rund 2,6 Millionen Veteranen (Stand: 2015).

### Sozialleistungen
Veteranen und teilweise ihre Angehörigen haben Anspruch auf eine Vielzahl staatlicher Unterstützungsleistungen. Diese umfassen Grundsteuerabschläge, Wohnungsbeihilfe, Ausstellung eines Veteranenausweises (z. B. zur kostenlosen oder ermäßigten Nutzung von öffentlichen Verkehrsmitteln und anderen Einrichtungen), Kindergeldzuschläge und Darlehen bei Elternschaft, Arbeitslosengeldzuschläge und bevorzugten Zugang zum staatlichen Gesundheitssystem.

### Gesellschaftliche Anerkennung
Durch Königshaus und Politik genießen Veteranen hohe gesellschaftliche Anerkennung und starke öffentliche Würdigung. Es gibt zahlreiche spendenfinanzierte Wohltätigkeitseinrichtungen wie die Royal British Legion. Häufig werden Medaillen und Ehrenzeichen an ehemalige Soldaten verliehen. Jährlich am letzten Samstag im Juni wird der Armed Forces Day als Ehrentag der Streitkräfte und Veteranen gefeiert.

## Vereinigte Staaten
In den Vereinigten Staaten ist das Veteranenkonzept gesetzlich im 38 United States Code und 38 Code of Federal Regulations geregelt. Der Veteranenbegriff ist wie folgt definiert: “A person who served in the active military, naval, or air service, and who was discharged or released therefrom under conditions other than dishonorable.” Danach gibt es rund 21 Millionen Veteranen (Stand: 2017).

### Sozialleistungen
Veteranen haben Anspruch auf statusunabhängige Versorgungsleistungen. Diese umfassen Renten, medizinische Versorgung, Versicherungen, Bildungs- und Eingliederungsmaßnahmen teilweise auch für Angehörige, Immobiliendarlehen, Hinterbliebenenhilfe, Auszeichnungen und Abzeichen sowie Übergangsversorgung.

### Gesellschaftliche Anerkennung
Durch ein öffentlich koordiniertes Veteranenwesen und Interessenvertretung genießen Veteranen eine breite Anerkennung. Es gibt zahlreiche Organisationen wie die American Legion und Veranstaltungen wie den Veterans Day am 11. November, die die gesellschaftliche Anerkennung von Veteranen stärken. Diese zeigt sich auch in Vergünstigungen, die private Einrichtungen gewähren (z. B. Einkaufsrabatte in Supermärkten).